# Testament (film 1969)
Testament – polski telewizyjny film dokumentalny w reżyserii Antoniego Halora i Józefa Gębskiego z 1969 roku, który opowiada o obozie Auschwitz-Birkenau w kontekście losu i twórczości Tadeusza Borowskiego. Reżyserski duet stworzył mistrzowskie dzieło na kinowej taśmie filmowej 35 mm z materiałów nakręconych z udziałem operatora Jana Hesse oraz zdjęć i filmowych ujęć archiwalnych będących dokumentalnym zapisem funkcjonowania i wyzwalania niemieckich obozów koncentracyjnych Auschwitz-Birkenau i Dachau. Komentarzem do wstrząsającego obrazu martyrologii są fragmenty twórczości i biografii bohatera.

## Nagrody
- Nagroda główna za najlepszy film telewizyjny (Srebrny Lajkonik) na 10. Ogólnopolskim Festiwalu Filmów Krótkometrażowych w Krakowie w 1970 roku[2]
- Nagroda jury na Międzynarodowym Festiwalu Filmowym w Tours w 1970 roku